# Ingeborg Pfüller
Ingeborg Pfüller, född 1 januari 1932, är en argentinsk friidrottare som tävlade i diskus och kulstötning. Hon deltog vid olympiska sommarspelen 1952.
Pfüller blev argentinsk mästare tre gånger i kulstötning (1960, 1961 och 1963) samt fyra gånger i diskus (1960, 1961, 1962 och 1963).